# Alfredo Ildefonso Schuster
O Bem-Aventurado Alfredo Ildefonso Schuster (18 de janeiro de 1880 – 30 de agosto de 1954) - nascido Alfredo Ludovico Schuster - foi prelado católico italiano e membro professo da Ordem de São Bento que serviu como arcebispo de Milão, de 1929 até a sua morte. Ele tomou o nome de Ildefonso como monge beneditino e serviu como abade antes de sua elevação ao cardinalato.
Ildefonso dirigiu a Arquidiocese de Milão, durante a II Guerra Mundial e ficou conhecido por ter apoiado o Fascismo no início. No entanto, mudou de opinião após a anexação da Áustria e a introdução de leis raciais que o levaram a fazer críticas vocais aos aspectos anti-cristãos do regime de Mussolini.
Sua beatificação foi celebrada em meados de 1996, na Praça de são Pedro.

## Biografia

### Infância e presbitério
Alfredo Ludovico Schuster nasceu em 1880 no Ospedale Santissimo Salvatore, em Roma, para Johann Schuster (um alfaiate bávaro duas vezes viúvo) e Maria Anna Tutzer (natural de Bolzano). Johann era três décadas mais velho que Tutzer. Sua irmã Giulia entrou para os vicentinos como freira. Ele também tinha três meios-irmãos do segundo casamento de seu pai. Schuster foi batizado no dia 20 de janeiro como "Alfredo Ludovico Luigi". Em sua infância, foi vítima de sequestro durante um breve período, e o sequestrador acabou preso.
Schuster recebeu sua crisma em 2 de abril de 1887 do Monsenhor Giulio Lenti e fez sua primeira comunhão no dia de Pentecostes de 1890 na igreja de Santa Anna na Porta Angelica. Seu pai Johann morreu em 18 de setembro de 1889.
Serviu como coroinha na Igreja de Santa Maria della Pietà em Camposanto dei Teutonici ao lado da Basílica de São Pedro. Schuster completou seus estudos de ensino médio (ginnasiali e liceali) na Basílica de São Paulo Fora dos Muros, em novembro de 1891. Em 13 de novembro de 1898, ele entrou para a Ordem de São Bento em seu noviciado na Basílica de São Paulo Extramuros, ocasião em que tomou o nome de Ildefonso. Ele professou seus votos monásticos em 13 de novembro de 1900. Graduou-se com doutorado em Filosofia em 14 de junho de 1903 e, posteriormente, recebeu um doutorado em Teologia do Pontifício Ateneu de Santo Anselmo, em Roma.
Schuster recebeu sua ordenação sacerdotal em 19 de março de 1904 na Basílica de Latrão, em Roma, do cardeal Pietro Respighi (o arcipreste). Ele retornou para a Basílica de São Paulo Extramuros em 1904. Seus dois mentores durante o seu tempo de educação foram o padre Bonifacio Oslander e Beato Placido Riccardi.

### Abadia
Ildefonso se tornou o mestre de noviços em 1908, e prior em 1916, antes de ser eleito abade de São Paulo Extramuros em 6 de abril de 1918. Ele também recebeu ali a bênção abacial do cardeal Basílio Pompilj em 14 de abril. Serviu como o procurador-geral para a Congregação Cassinense de 1914 a 1929, e também serviu como presidente do Pontifício Instituto Oriental de 1919 a 1922. Visitou os seminários do norte da Lombardia, bem como aqueles em regiões meridionais da Calábria e de Campânia de 1924 a 1928. Em novembro ou dezembro de 1926, ele pregou os exercícios espirituais de Angelo Giuseppe Roncalli (futuro Papa João XXIII) na Basílica de São Paulo Extramuros. Durante sua abadia, foi feito consultor da Congregação para os Ritos e da Congregação para as Igrejas Orientais.

### Episcopado e cardinalato
Schuster foi nomeado como o mais novo arcebispo de Milão em 26 de junho de 1929, para suceder Eugenio Tosi. Em 13 de julho seguinte, fez o juramento de fidelidade ao Estado italiano perante o rei Vítor Emanuel III; foi o primeiro bispo italiano a fazê-lo desde que a nova Concordata de Latrão o exigiu, de acordo com o seu artigo 20. O Papa Pio XI elevou Schuster ao cardinalato em 1929, como cardeal-presbítero dos Santos Silvestre e Martinho nos Montes, e posteriormente conferiu-lhe a consagração episcopal na Capela Sistina. Carlo Cremonesi e Agostino Zampini serviram como co-consagrantes. Em 1933, ele foi investido como bailio grã-cruz de honra e devoção da Ordem de Malta.
Schuster ordenou 1.265 presbíteros e consagrou 22 bispos durante seu mandato. Ele também fez cinco visitas pastorais durante o seu episcopado e escolheu São Carlos Borromeu como seu modelo. Ele enfatizou a importância da catequese e promoveu a Ação Católica, movimento para os fiéis. Também acreditava que o objetivo de todos os cristãos era a santidade.
Atuou como legado papal em várias ocasiões. Em 15 de agosto de 1932, ele foi nomeado legado para a celebração de Nossa Senhora de Caravaggio; em 21 de março de 1934, para as comemorações milenares do convento de Einsiedeln na Suíça; em 15 de setembro de 1937, para a inauguração da nova fachada da catedral de Desio; e, em 2 de agosto de 1951, para o Congresso Eucarístico Nacional Italiano em Assis.
Ele participou do conclave papal de 1939, que elegeu o Papa Pio XII na véspera da II Guerra Mundial e chegou a ser considerado um papabile para aqueles que buscavam um papa mais pastoral.

### Morte

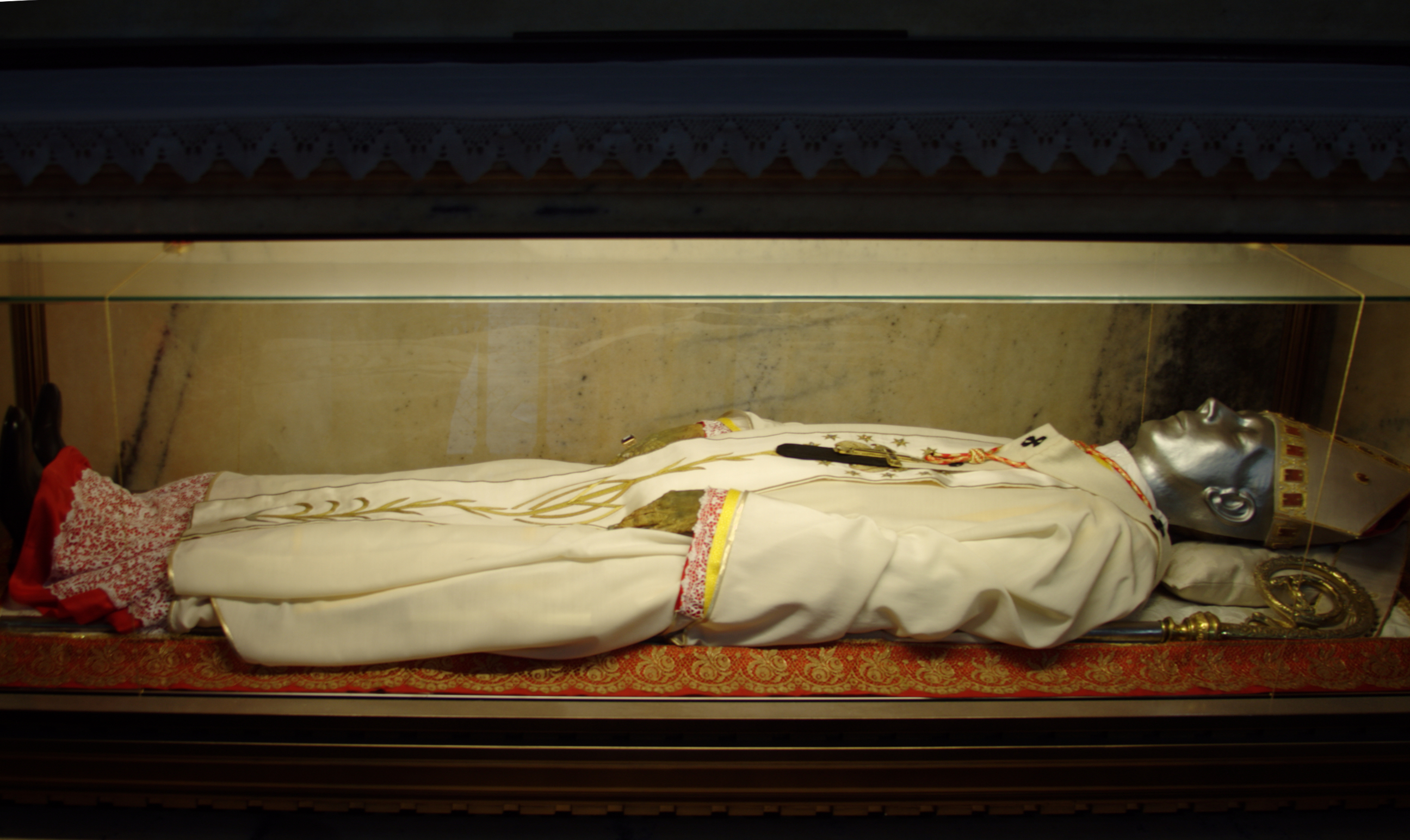
Túmulo de Schuster na Catedral de Milão.

Ildefonso faleceu em 30 de agosto de 1954, às 4h15min, de padecimentos cardíacos, em Venegono Inferiore perto de Milão. O cardeal Angelo Giuseppe Roncalli (futuro papa) celebrou seu funeral. Seu corpo foi enterrado em 2 de setembro de 1954, na catedral metropolitana, ao lado de seus dois antecessores imediatos. Seu túmulo foi aberto em 28 de janeiro de 1985, e seus restos mortais foram encontrados intactos.

### Reconhecimentos
Schuster foi homenageado com a Ordem do Santo Sepulcro.

Em 1933, o cardeal foi investido Bailio Cavaleiro Grã-Cruz de Honra e Devoção.

## Relações com o Fascismo
Durante o processo de beatificação de Schuster, houve acusações de que ele fora favorável ao fascismo italiano. Enquanto há evidências de algum apoio às ambições fascistas, há também evidências de que ele denunciou o aspecto anti-cristão do regime. Diz-se que se recusava a participar de cerimônias envolvendo Mussolini e que também condenava a legislação racista durante este período.
Schuster apoiou entusiasticamente a invasão italiana da Etiópia em 1935, comparou-a com as Cruzadas e via-a como uma fonte potencial de conversos. Em 28 de outubro de 1935, durante a celebração da missa na Catedral de Milão, ele pediu a Deus para proteger as tropas italianas pois "elas abrem as portas da Etiópia para a fé católica e para a civilização romana" antes de abençoar os banners da saída de tropas.
Em um discurso na Escola de Mística Fascista em Roma, em 1937, ele enredou uma improvável ligação direta entre a Roma Imperial e a Roma Cristã ao fascismo: "Deus escolheu recompensar o Duce por traçar sua figura histórica mais perto dos grandes espíritos de Constantino e de Augusto, através do empenho de Benito Mussolini a reconectar Roma e seu Rei a uma nova e brilhante coroa de paz romana".
Em 1938, suas opiniões mudaram por conta da anexação da Áustria pela Alemanha e da introdução de doutrinas raciais alemãs com as leis raciais italianas.

### Relacionamento com Mussolini
As imprensas fascista e nazista atacaram Schuster durante a guerra, no entanto, sem causar prejuízo à sua estima entre seu rebanho em Milão. Em 25 de abril de 1945, o cardeal recepcionou no paço arquiepiscopal em Milão uma reunião entre guerrilheiros italianos e Mussolini numa tentativa de obter uma trégua entre as duas partes. Mussolini, no entanto, não aceitou a exigência de rendição incondicional que Marazza e Pertini, os delegados guerrilheiros, fizeram. Mussolini chegou pontualmente às 16h sem que a outra parte estivesse presente. Os delegados Cadorna e Lombardi, bem como Marazza, chegaram uma hora mais tarde. Mussolini teve uma conversa com Schuster enquanto esperava e deu-lhe um copo de rosolio para beber e uma cópia de um livro que ele havia escrito sobre a vida de um santo. Schuster se esforçou para pregar-lhe a humildade. Uma vez que Graziani e os outros líderes fascistas chegaram (de acordo com as versões dadas segundo todos os presentes, incluindo Schuster), os eventos que ocorreram diferem em relação às versões individuais.
Embora o cardeal tenha procurado Mussolini, em 25 de abril de 1945, e lhe pedido para fazer as pazes com Deus, este desperdiçou a admoestação e foi assassinado numa semana.
Após o fim da guerra, o cardeal fez tentativas frequentes de enfatizar o perigo do totalitarismo que o comunismo e o fascismo inspiravam.

## Opiniões

### Racismo
Schuster condenou o racismo como um grave "perigo internacional" durante um sermão que proferiu no púlpito em 13 de novembro de 1938.

### Antissemitismo
O cardeal manifestou-se contra o antissemitismo e era conhecido por seus esforços ecumênicos para com pessoas de fé judaica.

## Beatificação

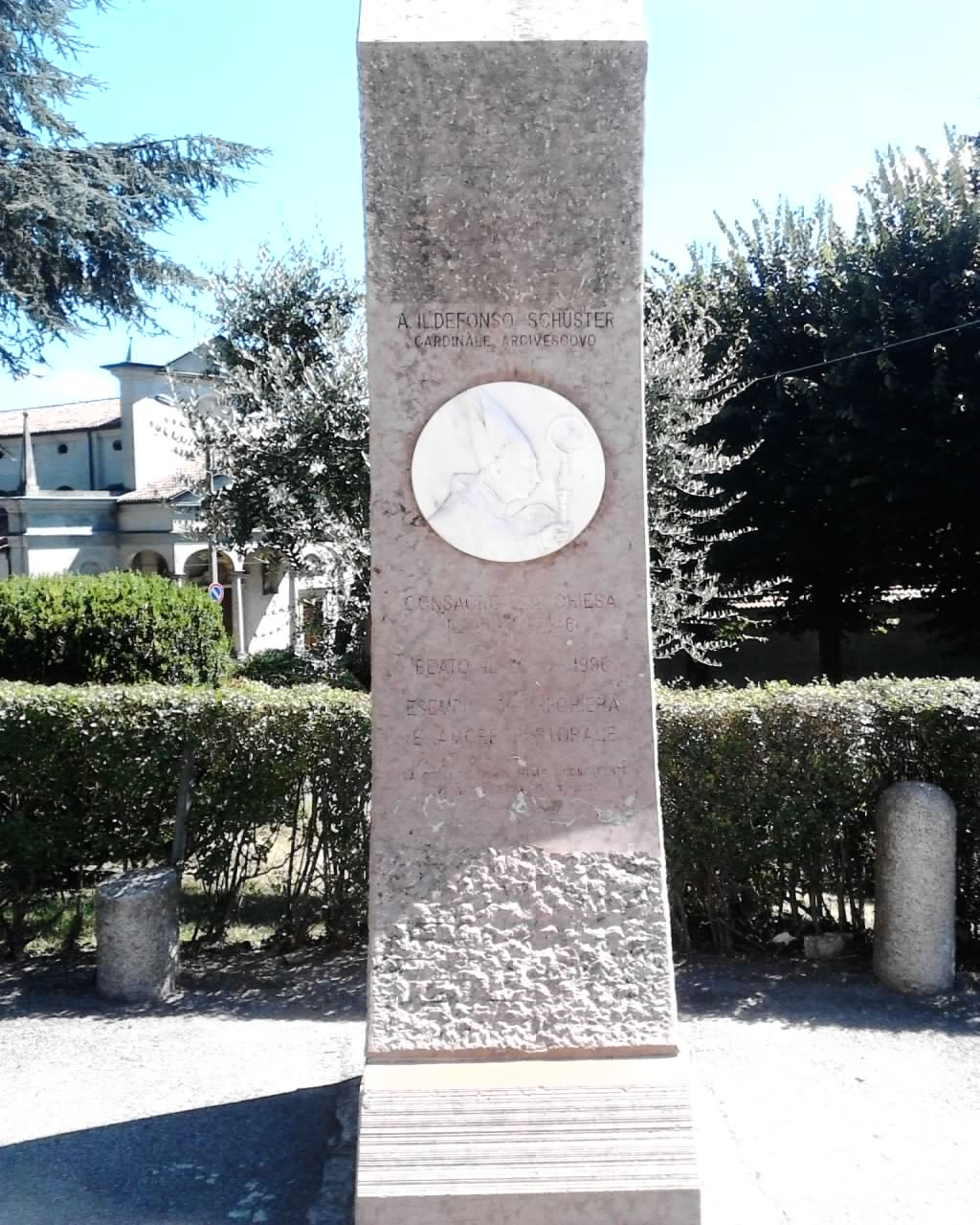
Monumento em Verano Brianza.

O processo para a beatificação de Schuster foi inaugurado em Milão, em âmbito diocesano, por seu sucessor, em 30 de agosto de 1957; o processo foi fechado em 31 de outubro de 1963, após uma etapa realizada em Roma, de 21 de novembro de 1959 a 13 de julho de 1961, para coletar evidências adicionais e documentação. Seus escritos foram aprovados em 5 de março de 1970, como tendo aderido à doutrina tradicional. A causa permaneceu adormecida por algum tempo, até 18 de julho de 1986, quando a Congregação para as Causas dos Santos validou a fase diocesana e deu o Positio para avaliação em 1989. Teólogos aprovaram a causa em 12 de outubro de 1993, assim como os membros da CCS mais tarde, em 11 de janeiro de 1994. O Papa João Paulo II confirmou que Schuster teve uma vida de virtudes heróicas e o nomeou como Venerável em 26 de março de 1994.
A beatificação agora dependia de um milagre confirmado. Um caso foi investigado com as evidências coletadas enviadas para Roma, cujo processo foi validado pelos membros da CCS em 5 de julho de 1985. Médicos peritos confirmaram esse milagre, como tal, uma década depois, em 17 de novembro de 1994, enquanto que os teólogos confirmaram a avaliação em 21 de fevereiro de 1995; a CCS idem, em 2 de maio de 1995. João Paulo II confirmou que a cura em questão foi um milagre em 11 de julho de 1995, e confirmou a bem-aventurança de Schuster. A beatificação foi celebrada em 12 de maio de 1996, na Praça de São Pedro.
O milagre que levou à sua beatificação foi a cura da freira Maria Emilia Brusati de um grave glaucoma.

## Heráldica
| Brasão | Descrição                                                                                                  | Escudo |
|        | Alfredo Ildefonso Schuster Abade de São Paulo Extramuros                                                   | festa: no 1º de azul, com três montanhas vermelhas encimadas por uma cruz dourada com a inscrição PAX da mesma cor; no 2º de ouro ao destrochero do tenente vermelho uma espada na estaca. O escudo, accostato a um pastoral de ouro, colocado no poste, é estampado por um chapéu com cordas e borlas de verde. As borlas, doze em número, estão dispostas seis em cada lado, em cinco ordens de 1, 2, 3.                                        |
|        | Alfredo Ildefonso Schuster Cardeal-presbítero de Santos Silvestre e Martinho nos Montes Arcebispo de Milão | festa: no 1º de azul, com três montanhas vermelhas encimadas por uma cruz dourada com a inscrição PAX da mesma cor; no 2º de ouro ao destrochero do tenente vermelho uma espada na estaca. O escudo, que é preso a uma cruz processional de ouro patriarcal, colocado em um poste, é marcado por um chapéu com cordões e borlas vermelhas. As borlas, em número de trinta, estão dispostas quinze de cada lado, em cinco ordens de 1, 2, 3, 4, 5. |